# Ryan Ariehaan
Ryan Ariehaan, né le 4 mars 1979 à Garut, est un coureur cycliste indonésien.

## Palmarès et résultats

### Palmarès par année
- 2004
  - 6e étape du Tour d'Indonésie
- 2007
  -  Médaillé d'or de la course en ligne aux Jeux d'Asie du Sud-Est
- 2008
  - 2e du championnat d'Indonésie sur route
- 2009
  -  Médaillé d'or du contre-la-montre aux Jeux d'Asie du Sud-Est
- 2013
  - Tour de Siak :
    - Classement général
    - 2e étape

### Classements mondiaux
| Année         | 2005 | 2006 | 2007 | 2008 | 2009 | 2010 | 2011 | 2012 | 2013 | 2014 | 2015 | 2016 |
| ------------- | ---- | ---- | ---- | ---- | ---- | ---- | ---- | ---- | ---- | ---- | ---- | ---- |
| UCI Asia Tour | 89e  |      |      | 78e  | 230e |      |      |      |      |      |      | 364e |